# Batalla de Wadi al-Khazandar
La batalla de Wadi al-Khazandar també anomenada tercera batalla d'Homs fou una victòria dels mongols del kan Mahmud Ghazan contra els mamelucs manats per An-Nàssir Muhàmmad ibn Qalàwun que va tenir lloc els dies 22 i 23 de desembre de 1299.

## Antecedents
El 1260, Hülegü havia envaït Síria i havia obert el camí cap a l'Egipte mameluc. Llavors va haver d'anar a Mongòlia per la mort de Möngke i tornà amb la major part del seu exèrcit. No va deixar darrere d'ell més que un feble contingent de 20.000 homes. Aquest exèrcit fou vençut a la batalla d'Ayn Jalut i després a Homs, i els mongols es van haver de retirar més enllà de l'Eufrates. Més tard, Hülegü no va poder reprendre la campanya a Síria, ja que va estar ocupat al Caucas.
El 1281, Mangu Temur, germà de l'Il-khan Abaqa, es va enfrontar amb els mamelucs dirigits pel sultà Qalàwun. La derrota mongola fou total (30 d'octubre de 1281). Mangu Temur va fugir.

### La campanya de Ghazan a Síria
El 1299, Ghazan va entrar a Síria amb 60.000 homes. Va atacar els mamelucs que poc abans havien saludat tanmateix favorablement la seva conversió a l'islam. Ghazan va ocupar Alep, però no la ciutadella (12 de desembre de 1299). El 20 de desembre va passar prop d'Hamat sense assetjar la ciutadella i va establir el seu camp prop de Salamiya. Al camp dels mamelucs regnava la discòrdia. Una part de les tropes es va amotinar contra An-Nàssir Muhàmmad a causa de la destitució de l'amir Kitbugha per Lajin (el 1297) i de l'execució dels seus caps per Lajin (regnat de 1297 a 1299) que acabava de deixar el poder a An-Nâsir. Els insurgents temptaren una revolució per posar Kitbugha al tron. Finalment els ànims es van calmar, ja que tots sentien la necessitat d'unir-se contra l'enemic comú. Cinquanta insurgents foren penjats l'endemà. El 3 de desembre, An-Nâsir Muhammad era a Damasc on s'assabentà de l'arribada de Ghazan amb un exèrcit formidable. Va fer una distribució de diners als cavallers que no l'utilitzen per a la compra de les coses que necessitaven. Els mamelucs estaven desanimats, tenien el pressentiment de la derrota, i veien els habitants de Síria que emigraven a mesura que arribaven els mongols.

## Desenvolupament tàctic
Del costat mongol la situació era difícil. Les tropes estaven cansades, nombrosos cavalls estaven fora de servei. Ghazan va ordenar que tot l'exèrcit es preparés a combatre a peu, ja que els mongols podrien així ser més eficaços amb les seves fletxes contra les càrregues dels mamelucs. Ghazan deixà Salamiya i es va aturar a una jornada de marxa de l'exèrcit egipci. El 23 de desembre, va arribar prop del riu, i Ghazan feu reposar les seves tropes. La cavalleria va posar peu a terra, alguns es van treure la seva armadura, altres cuidaren la seva muntura. Tot d'una s'anuncia l'acostament de l'enemic. Ghazan que no tenia més que el centre del seu exèrcit al seu costat i va posar les tropes en ordre de batalla. No obstant això, pensava que la batalla no es lliuraria de seguida, ja que els mamelucs estaven apostats sobre l'emplaçament de les dues victòries precedents prop del mausoleu de Khàlid ibn al-Walid. Ghazan dona l'ordre de separar 10.000 homes per rodejar l'ala dreta dels exèrcits mamelucs. Els egipcis van pensar poder aprofitar aquesta sortida per atacar i caminaren cap a l'exèrcit mongol que van trobar endreçat en ordre de batalla prop del lloc anomenat Wadi al-Khazandar. L'exèrcit mameluc comptava més de vint mil cavallers. El sultà es va separar per assistir de lluny a la batalla. Cap a les onze, l'exèrcit egipci va passar a l'atac malgrat el cansament dels cavalls. Carregaren però els mongols no es van retirar. La càrrega fou més llarga del previst i els cavalls estaven sense alè quan van arribar a l'altura del mongols. Ghazan va donar l'ordre als cavallers de posar peu a terra i de servir-se dels cavalls per protegir-se. Els cadàvers dels cavalls crivellats de fletxes serviren de muralla. Els timbals de l'ala dreta mongola manada per Kutlugh Shah Noyan van tocar a la càrrega. Kutlugh va donar l'ordre als cavallers de posar peu a terra, però després s'hi va repensar i els va demanar que tornessin al seient. Els mamelucs carregaren en massa i l'ala dreta mongola es va enfonsar; les pèrdues foren aproximadament d'uns 5.000 homes. Kutlugh acompanyat dels supervivents es va unir a Ghazan en el centre. Ghazan va fer avançar la seva ala esquerra: 10.000 arquers d'infanteria caminaven al capdavant. Les seves fletxes van fer estralls en els rangs d'un cos d'àrabs que era a l'avantguarda de l'ala dreta egípcia. Foren els primers a fugir, seguits per les tropes d'Alep i d'Hamat i aviat per tota l'ala dreta mameluca. Quan l'ala dreta mameluca va tornar de la seva persecució de l'ala dreta mongola, no va trobar ja a l'exèrcit mameluc. El combat havia durat quatre hores. Ghazan fou victoriós i es va mostrar coratjós en el combat. Va avançar fins a un farsakh (aproximadament 5 km) d'Homs. A la posta del sol va ordenar acabar la matança. Si hagués volgut perseguir els fugitius, no hi hauria hagut molts supervivents. Un cos de beduïns, aparegué pel costat del desert i sembla que va voler prendre a Ghazan pel revés però el comandant de la rere guarda mongola, forta de 5.000 homes, els va posar en fugida.

## Després de la batalla
Un exèrcit de reforç fort de 5.000 homes va venir d'Anatòlia amb el rei de Cilícia Hethoum II que havia recuperat la vista després d'haver estat cegat durant la seva captivitat. El sultà An-Nâsir Muhammad va arribar a Homs a la posta del sol, els habitants li demanaren que fer, i els respongué que salvar-se com poguessin. An-Nâsir Muhammad se'n va anar cap al Caire. El governador d'Homs va portar a Ghazan les claus de la ciutat, que contenia els tresors del sultà. Ghazan distribuí aquestes riqueses als seus oficials i es va revestir amb alguns dels vestits del sultà. Va passar dos dies a Homs i es va dirigir llavors cap a Damasc.
El gener de 1300, Damasc es va rendir a Ghazan sense combat. El 4 de febrer Ghazan, havent rebut el tribut de les ciutats conquerides, se'n va tornar cap als seus estats i va passar l'Eufrates el dia 16 de febrer.